# Molophilus uniclavatus
Molophilus uniclavatus är en tvåvingeart som beskrevs av Alexander 1938. Molophilus uniclavatus ingår i släktet Molophilus och familjen småharkrankar. Inga underarter finns listade i Catalogue of Life.